# Ethel Merman
Ethel Merman (Astoria, 1908. január 16. – Manhattan, 1984. február 15.), Tony- és Golden Globe-díjas amerikai színésznő, énekesnő. Karakteres, erőteljes hangjáról és zenés színházi főszerepeiről ismert. A zenés vígjáték színpadának vitathatatlan First Ladyjének nevezték. Fellépett a Broadway színpadán többek között az „Anything Goes”, az „Annie Get Your Gun”, a „Gypsy” és a „Hello, Dolly!” előadásain.

## Pályafutása
Ethel Merman gyerekkorától kezdve énekelt. Az első világháború idején szerepelt a laktanyákban szórakoztató műsorokban. A középiskola után titkárnőnek készült, de közben éjszakai klubokban és vaudeville show-kban énekelt. Ez a Broadwayre vezetett, és nemsokára a Broadway egyik legnagyobb sztárja lett.
1930-ban debütált a „Girl Crazy” című musicalben. Ennek köszönhetően számos zenés vígjáték vele lett kasszasiker − és közülük sokból filmet is készítettek. A nagy hangerejável olyan későbbi sztárok elődje volt, mint Judy Garland és Barbra Streisand. Irving Berlin és Cole Porter számos dalt írtak kifejezetten neki.
Globe-díjat kapott 1954-ben a „Call Me Madam” című filmért.
60 éves kora után Merman − több mint 30 év Broadway-n eltöltött idő után − már csak ritkán jelent meg. Ettől kezdve főleg gálákon és televíziós műsorokban volt látható. Az 1970-es években felvette az „Annie Get Your Gun” stúdióverzióját. Merman nagy figyelmet, de rossz kritikákat kapott a diszkózene meghódítására tett kísérlete miatt: a „The Ethel Merman Disco” albuma 1979-ben bukott. Utolsó jelentős fellépése 1982-ben volt a New York-i Carnegie Hallban adott koncertjével. Két évvel Carnegie Hall koncertje után 76 évesen agydaganatban halt meg.
Merman négyszer házasodott. Második házasságából 2 gyereke született. Házassága Ernest Borgnine színésszel mindössze 32 napig tartott 1964-ben.

## Filmjei

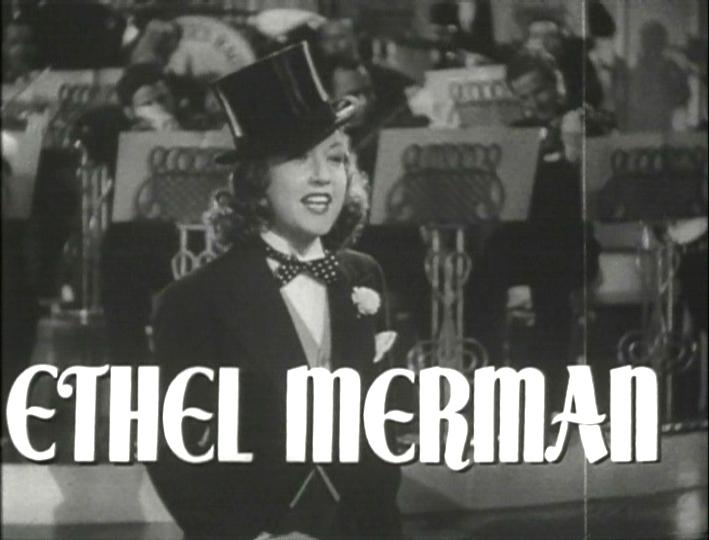
Alexander's Ragtime Band (film)

| Year | Title                                    | Role                    | Notes                |
| ---- | ---------------------------------------- | ----------------------- | -------------------- |
| 1930 | Follow the Leader                        | Helen King              |                      |
| 1934 | We're Not Dressing                       | Edith                   |                      |
| 1934 | Kid Millions                             | Dot Clark               |                      |
| 1935 | The Big Broadcast of 1936                | Herself                 |                      |
| 1936 | Strike Me Pink                           | Joyce Lennox            |                      |
| 1936 | Anything Goes                            | Reno Sweeney            |                      |
| 1938 | Happy Landing                            | Flo Kelly               |                      |
| 1938 | Alexander's Ragtime Band                 | Jerry Allen             |                      |
| 1938 | Straight, Place and Show                 | Linda Tyler             |                      |
| 1943 | Stage Door Canteen                       | Herself                 |                      |
| 1953 | Call Me Madam                            | Sally Adams             |                      |
| 1954 | There's No Business Like Show Business   | Molly Donahue           |                      |
| 1963 | It's a Mad, Mad, Mad, Mad World          | Mrs. Marcus             |                      |
| 1965 | The Art of Love                          | Madame Coco La Fontaine |                      |
| 1974 | Journey Back to Oz                       | Mombi, the Bad Witch    | animációs film, hang |
| 1976 | Won Ton Ton, the Dog Who Saved Hollywood | Hedda Parsons           |                      |
| 1980 | Airplane!                                | Lieutenant Hurwitz      |                      |

## Broadway
- 1930: Girl Crazy; George Gershwin és Ira Gershwin
- 1931: George White’s Scandals; Ray Henderson és Lew Brown
- 1934: Anything Goes; Cole Porter
- 1936: Red; Hot and Blue; Cole Porter
- 1939: Stars in Your Eyes; Arthur Schwartz és Dorothy Fields
- 1939: Du Barry Was a Lady; Cole Porter
- 1940: Panama Hattie; Cole Porter
- 1943: Something for the Boys; Cole Porter
- 1946: Annie Get Your Gun; Irving Berlin
- 1950: Call Me Madam; Irving Berlin
- 1956: Happy Hunting; Harold Karr és Matt Dubey
- 1959: Gypsy; Jule Styne és Stephen Sondheim
- 1964: Hello, Dolly!; Jerry Herman
- 1966: Annie Get Your Gun

## Lemezválogatás
- How Deep Is the Ocean? (1932)
- Eadie Was a Lady (1933)
- An Earful of Music (1934)
- You're the Top (1934)
- I Get a Kick Out of You (1935)
- Move It Over (1943)
- They Say It's Wonderful (1946)
- Dearie (1950) (with Ray Bolger)
- I Said My Pajamas (with Ray Bolger)
- If I Knew You Were Comin' I'd've Baked a Cake (1950)
- You're Just in Love (1951) (with Dick Haymes)
- Once Upon a Nickel (1951) (with Ray Bolger)

## Díjak
| Year | Award            | Category                                        | Nominated work | Result   |
| ---- | ---------------- | ----------------------------------------------- | -------------- | -------- |
| 1951 | Tony-díj         | Tony-díj for Best Actress in a Musical          | Call Me Madam  | Elnyerte |
| 1957 | Tony-díj         | Tony-díj for Best Actress in a Musical          | Happy Hunting  | Jelölve  |
| 1960 | Tony-díj         | Tony-díj for Best Actress in a Musical          | Gypsy          | Jelölve  |
| 1972 | Tony-díj         | Special Tony-díj                                | Ethel Merman   | Elnyerte |
| 1953 | Golden Globe-díj | Best Actress – Motion Picture Musical or Comedy | Call Me Madam  | Elnyerte |
| 1960 | Grammy-díj       | Best Musical Theater Album                      | Gypsy          | Elnyerte |
| 1970 | Drama Desk Award | Outstanding Actress in a Musical                | Hello, Dolly!  | Elnyerte |

- 1960: Hollywood Walk of Fame
- 1972: American Theater Hall of Fame